# جو دا يونج
جو دا يونج (بالكورية: 주아름)‏ هي ممثلة كورية جنوبية. ولدت يوم 16 يونيو 1995 في سول في كوريا الجنوبية.

## روابط خارجية
- جو دا يونج على موقع IMDb (الإنجليزية)
- جو دا يونج على موقع قاعدة بيانات الفيلم (الإنجليزية)